# 圆衫
圆衫是朝鲜民族女性礼服，为传统韩服，朝鲜王朝时期王族女性及命婦、高級女官的服装，也被称为大衣（대의）、 大袖（대수）、長衫（장삼）。王妃、王子夫人、世子嬪和王世子長子夫人穿的圆衫为出席小型礼仪场合的小禮服（소례복），而命婦和尚宫所穿的圆衫为出席重大礼仪场合的大禮服（대례복）。
圆衫的後襬較前襬長，胸部、肩部和背部的颜色与装饰代表穿者的等级。比如，在大韓帝國時代皇后穿黄色，朝鮮王朝時代的王妃穿红色，嬪、王子夫人（府夫人、郡夫人）穿紫赤，公主、翁主和两班贵族妇女穿绿色， 平民百姓也可以穿绿圆衫，但只限作為婚服，妓生則只在特定舞蹈表演時才可以穿著。
不同季节的圆衫用不同的丝绸制成。冬季，圆衫用緞做，夏季，圆衫用紗做。
圆衫是一种宽袖外衣，由圓領袍演變而來，带有唐朝大袖衫风格。中国服饰系统在新罗第30代君主文武王时引入朝鲜半岛，公元664年，重塑了朝鲜女子服饰，圆衫也逐渐变得带有与朝鲜民族传统截然不同的特点。。
现在，圆衫主要用于李氏朝鲜皇家仪式和婚礼，简化的圆衫用于朝鲜民族传统舞蹈表演。

## 图集

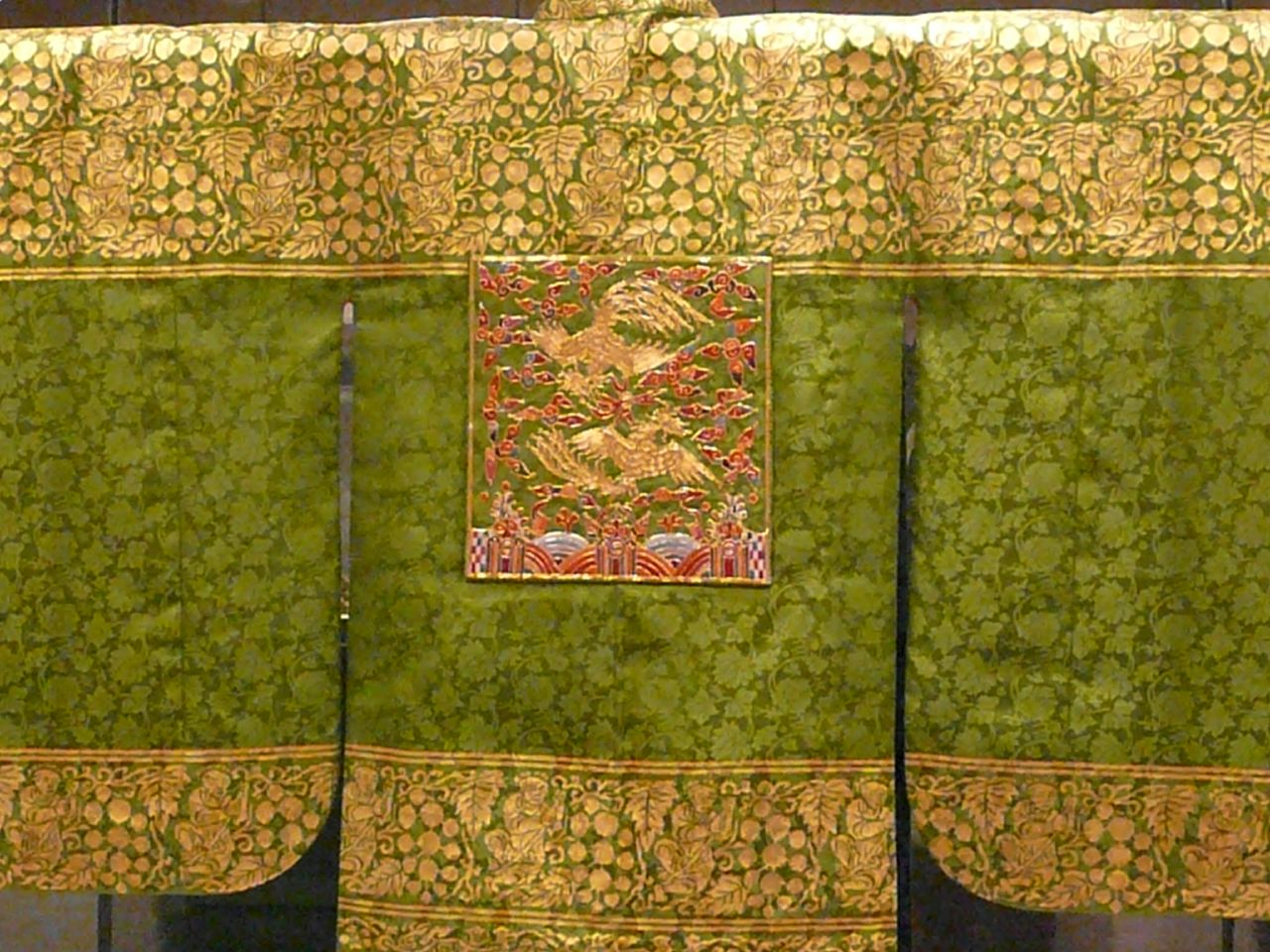
一位公主的绿圆衫（Nokwonsam）
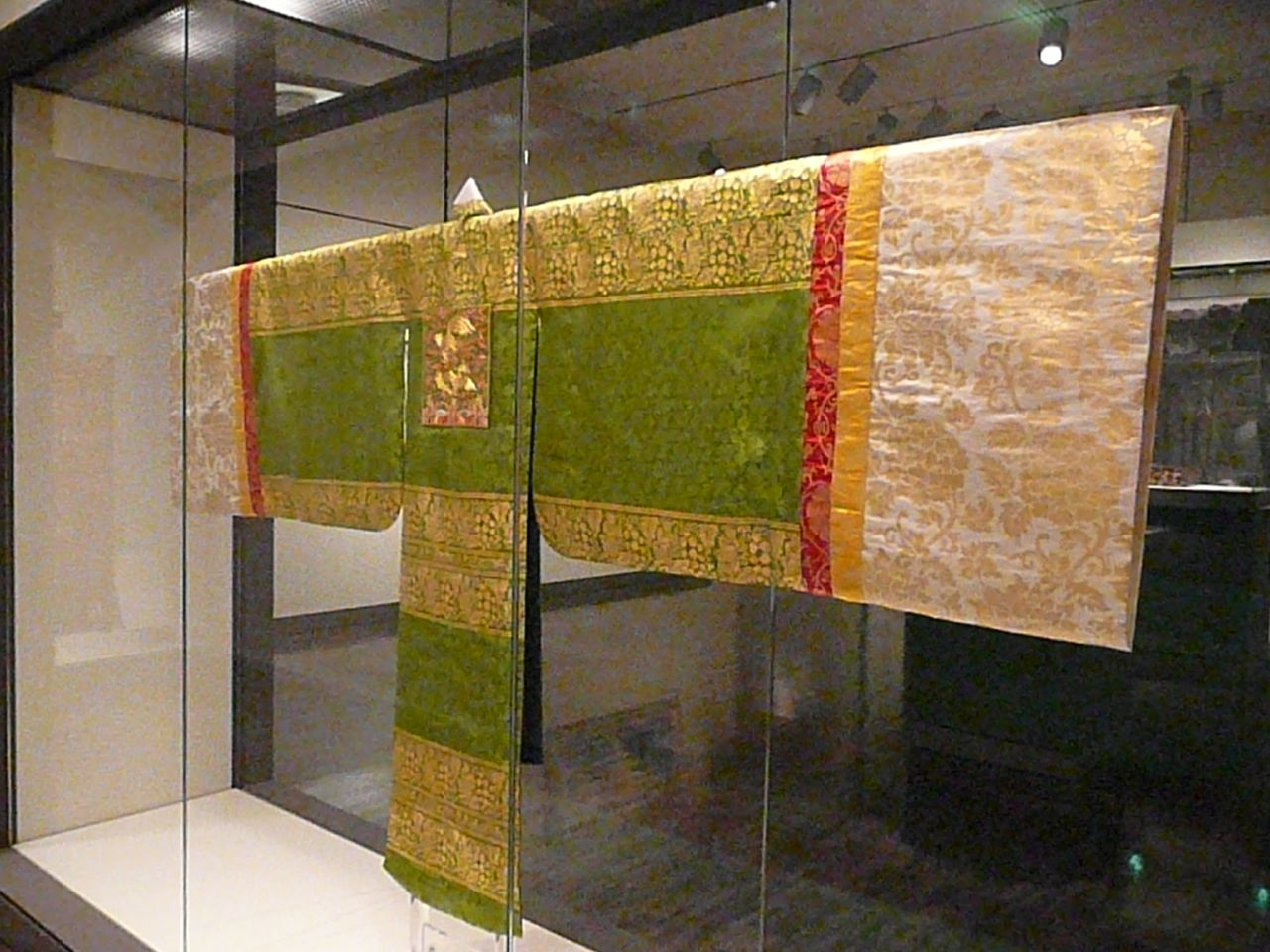
旧金山亚洲艺术博物馆陈列的一件绿圆衫
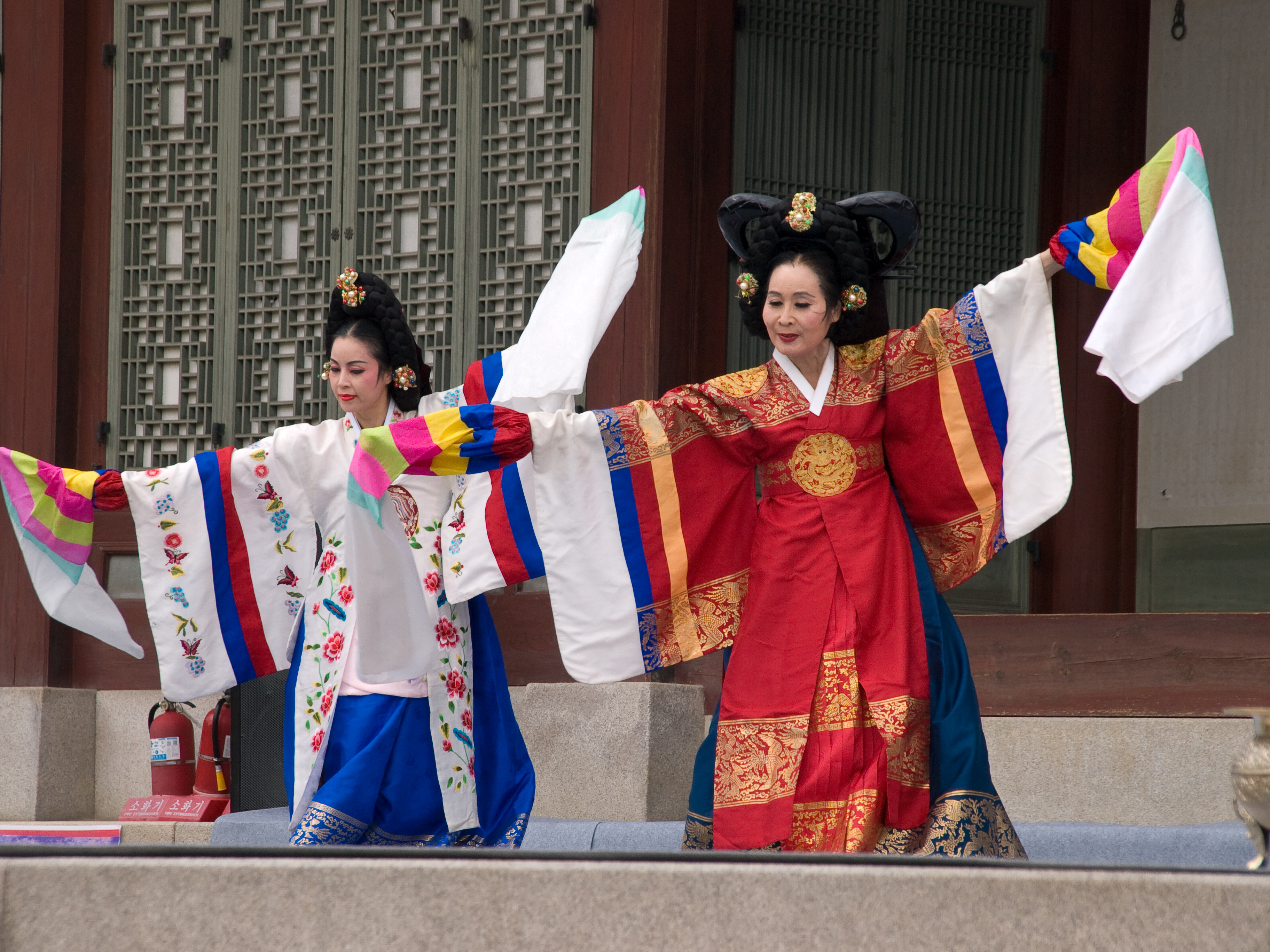
舞蹈演员着圆衫表演朝鲜民族传统舞蹈太平舞（英语：Taepyeongmu）
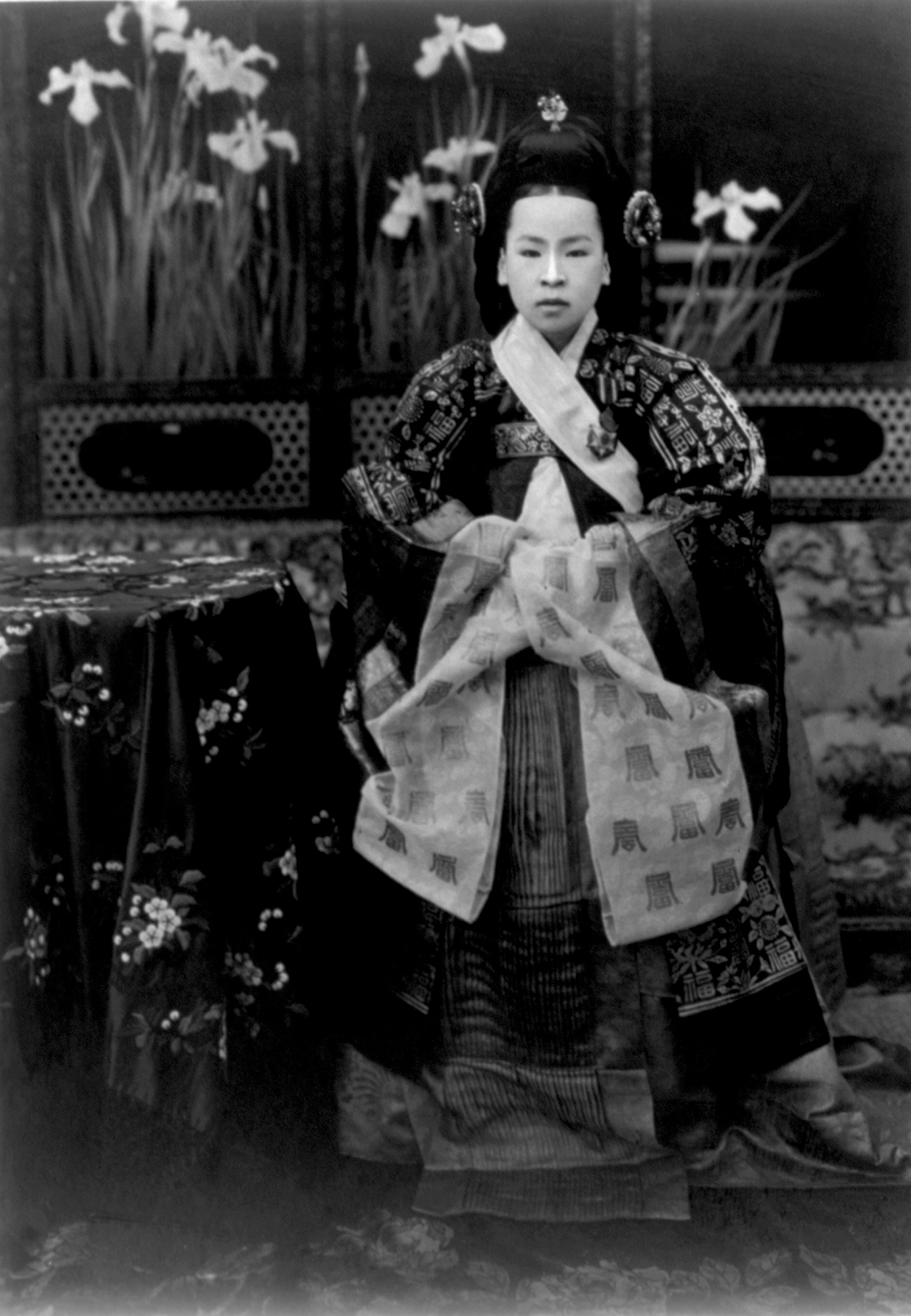
穿圓衫的純貞孝皇后
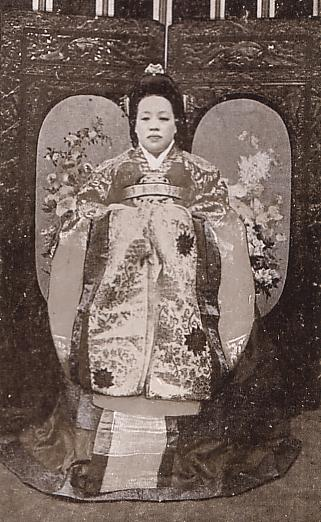
穿圓衫的純獻皇貴妃
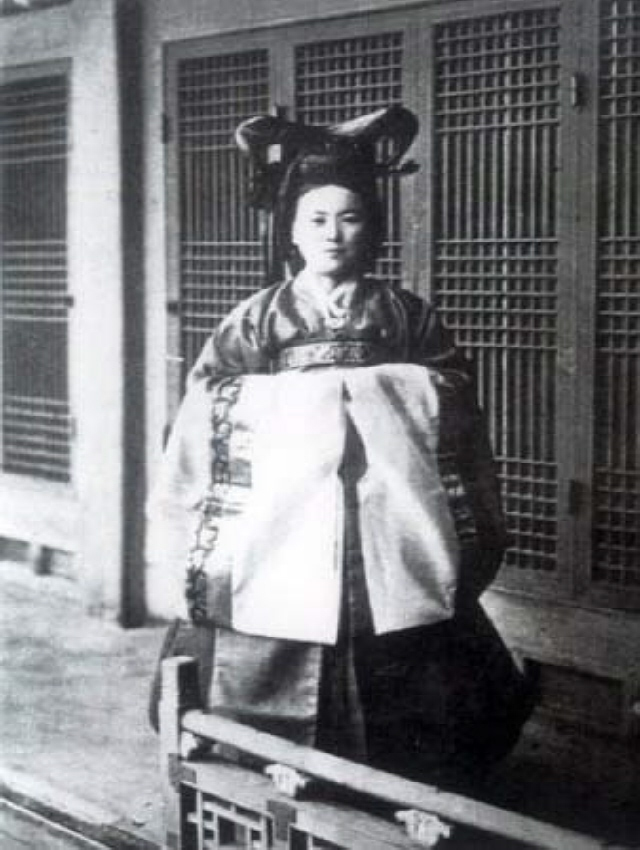
穿圓衫的福寧堂貴人梁春基
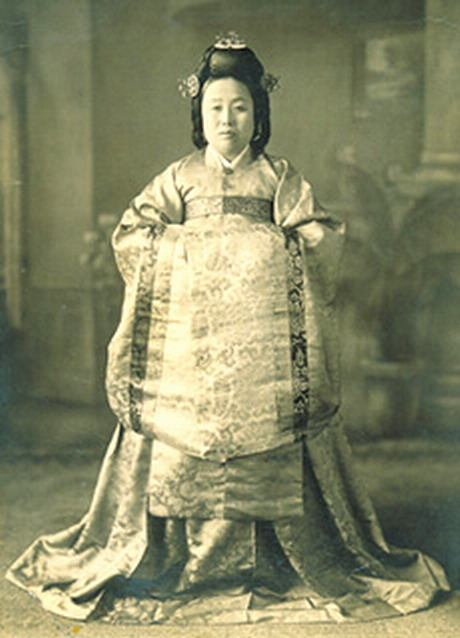
穿圓衫的韓熙順尚宮
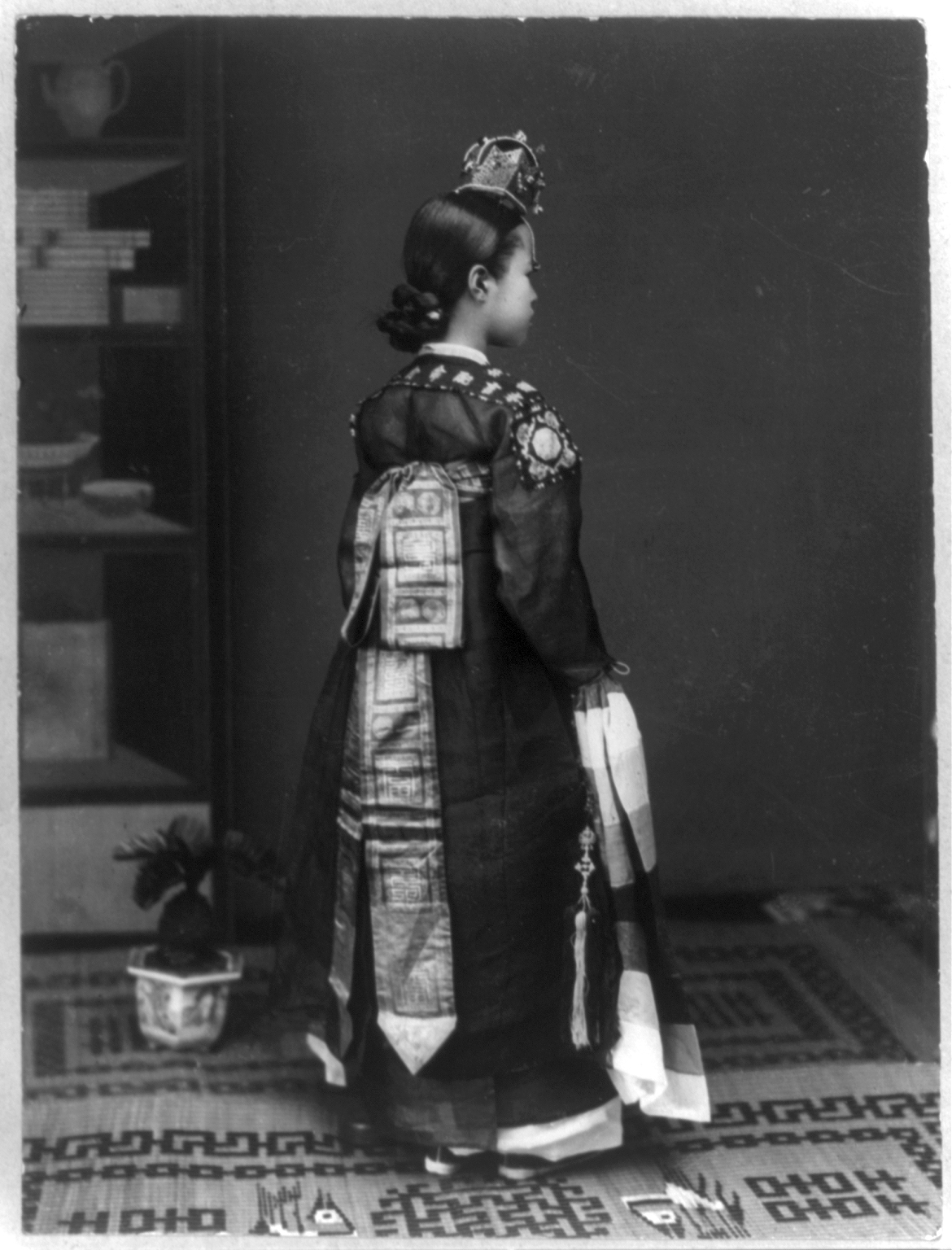
穿圓衫作為舞蹈服的妓生